# Cariboo River Park
Cariboo River Park är en park i Kanada.   Den ligger i provinsen British Columbia, i den centrala delen av landet, 3 400 km väster om huvudstaden Ottawa. Cariboo River Park ligger 819 meter över havet.
Terrängen runt Cariboo River Park är kuperad västerut, men österut är den bergig. Cariboo River Park ligger nere i en dal. Trakten runt Cariboo River Park är nära nog obefolkad, med mindre än två invånare per kvadratkilometer.. Det finns inga samhällen i närheten.
I omgivningarna runt Cariboo River Park växer i huvudsak barrskog.